# Годзинский, Жорж де
Жорж де Годзинский, Георгий Францевич Годзинский (фин. George de Godzinsky, 5 июля 1914, Санкт-Петербург, Российская империя — 23 мая 1994, Хельсинки, Финляндия) — финский композитор, дирижёр и пианист российского происхождения, профессор (с 1985).

## Биография
Отец Жоржа, Франтишек де Годзинский, был крупным петербургским чиновником и предпринимателем, поляком по происхождению; как и его мать, пианистка Мария Оттмар-Нойшеллер, он получил музыкальное образование у Александра Зилоти. После Революции 1917 года семья перебралась в Финляндию.
В 1930 году де Годзинский окончил русский лицей в Хельсинки. Затем, в 1930—1937 он учился в консерватории в Хельсинки у Эркки Мелартина, Лееви Мадетоя и Селима Пальмгрена. В то время он познакомился с Фёдором Шаляпиным, пригласившим Годзинского в качестве аккомпаниатора для участия в дальневосточных гастролях певца в 1935—36 годах. Он тогда дал 57 концертов в Маньчжурии, Китае и Японии. На воспоминаниях Годзинского о сотрудничестве с Шаляпиным основана книга Н. Горбунова «Фёдор Шаляпин в Японии и Китае».
С 1938 года де Годзинский работал во многих оперных театрах, например в Большом Театре Гётеборга (Швеция). В сопровождении оркестра, которым дирижировал Жорж де Годзинский, в 1942 году была записана на пластинку песня «Нет, Молотов».
В 1959—1965 работал балетмейстером в оперных театрах США, Бергена, Варшавы и Парижа. Его последним выступлением было исполнение оперы Джорджа Гершвина «Порги и Бесс» в оперном театре в Лахти в 1977 году.
Около пятидесяти лет де Годзинский был главным дирижёром Оркестра Финского Радио. Также он прославился как аккомпаниатор и аранжировщик. В предвоенный период он активно выступал с женским вокальным трио «Сёстры Валтонен» (фин. Harmony Sisters) в Финляндии, Швеции и Германии, а в 1955 году присоединился к мужскому квартету Kipparikvartetti, который гастролировал по всей Финляндии.
Годзинскому принадлежат 12 оперетт и мюзиклов, четыре балета по мотивам сказок Андерсена, симфонические и камерные произведения, многочисленная музыка к кинофильмам и спектаклям. Среди песен Годзинского — популярные финские шлягеры, в том числе «Песня уличных мальчишек» (фин. «Katupoikien laulu») Биргит Кронстрём, «Онежские волны» (фин. «Äänisen aallot») Георга Мальмстена и «Северная ночь» (фин. «Pohjolan yö») Тапио Раутаваара.